# AZERTY

Клавиатурная раскладка AZERTY

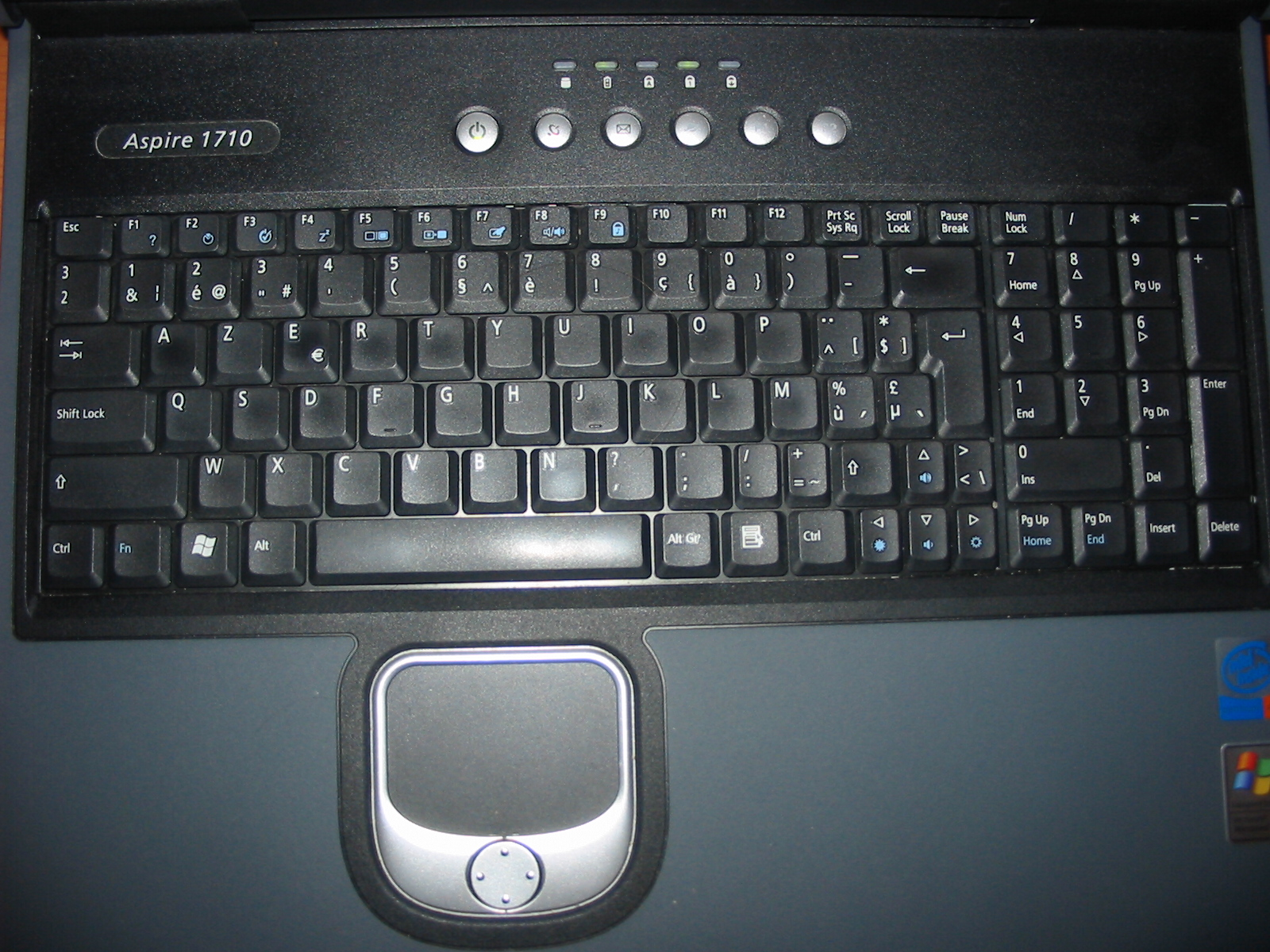
AZERTY-клавиатура ноутбука, проданного в Бельгии

AZERTY — раскладка клавиатуры, используемая как основная во Франции и Бельгии и как альтернативная в Швейцарии, Люксембурге, Монако и других странах, где распространён французский язык.
Основные отличия этой раскладки от раскладки QWERTY:
- клавиши A и Q переставлены;
- клавиши Z и W переставлены;
- клавиша M перемещена: в QWERTY она расположена справа от N, в AZERTY она расположена справа от L (на раскладке QWERTY, принятой в США, на этом месте расположены знаки двоеточие и точка с запятой);
- Цифровые клавиши (от 0 до 9) остались на своих местах, но для их набора необходимо нажать и удерживать клавишу Shift. Если же клавиша Shift не нажата, то цифровые клавиши используются для набора строчных букв с диакритическими знаками и других символов;
- На клавиатуре QWERTY слева от клавиши 1 расположена клавиша ` (гравис), при нажатой клавише Shift она позволяет набрать ~ (тильда), на бельгийской клавиатуре AZERTY эта клавиша занята под знаки ² и ³.

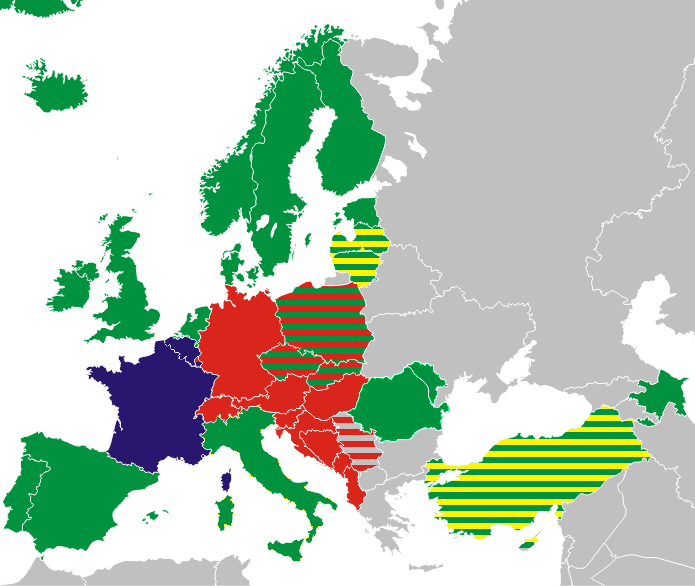
Клавиатурные раскладки в Европейском союзе: (включая Молдову, Турцию, Сербию и Азербайджан)
QWERTY
QWERTZ
AZERTY
Национальные (турецкая FGĞIOD, латышская ŪGJRMV, литовская ĄŽERTY)
Страны, не использующие латинский алфавит
Прим. 1: За пределами Евросоюза также используется QWERTY
Прим. 2: Символы на цифровом ряду и на крайних правых клавишах могут различаться по странам

Раскладка AZERTY для французского языка в Microsoft Windows и раскладка AZERTY, используемая в GNU/Linux, не соответствуют стандартам французского языка:
- национальная типография (фр. Imprimerie nationale) рекомендует использовать заглавные буквы с диакритическими знаками, однако упомянутые ранее и широко распространённые раскладки не позволяют набрать буквы À Ç É È (следует отметить, что раскладка AZERTY, используемая в X Window System от x.org, всё-таки позволяет набирать буквы с диакритикой, для этого надо переключить регистр с помощью клавиши Caps Lock);
- раскладка не позволяет набрать принятые во Франции знаки кавычек ‹ › (с этим борются текстовые редакторы, которые автоматически заменяют " на необходимый знак кавычек);
- раскладка не позволяет набрать лигатуры œ Œ и æ Æ;
- раскладки содержат редко используемые символы, набираемые с нажатой клавишей Shift (например, § µ ²), которые логичнее было бы набирать в режиме с нажатой клавишей AltGr (обычно AltGr соответствует правой клавише Alt).

Бельгийский вариант раскладки AZERTY был разработан в 1980-х годах на основе французского варианта, в который были внесены незначительные изменения: все буквенные клавиши остались на тех же местах, на которых они находятся во французском варианте, но изменилось расположение некоторых знаков (? ! @ — _ + = §).
В отличие от Европы, в Квебеке и вообще в Канаде используется особая QWERTY-раскладка «Канадская международная», которая максимально приближена к американской, однако, на крайних правых клавишах присутствуют необходимые французские буквы с диакритиками.
Как и QWERTY, раскладка AZERTY часто критикуется за недостатки и неудобство использования, что привело к разработке расширенных AZERTY и альтернативных раскладок, таких как BÉPO.

## Французский AZERTY
Франция - одна из основных стран, использующих клавиатуры AZERTY. Наиболее распространенная раскладка AZERTY во Франции - это раскладка, предоставляемая Windows. Он соответствует, без каких-либо дополнений, символам, напечатанным на большинстве физических клавиатур.
Не хватает поддержки французского языка. В нем отсутствуют многие символы, такие как лигатуры (« æÆ œŒ »), диакритические заглавные буквы (« À ÉÈ Ù Ç ») и типографские символы (например, многоточие " …  ", изогнутый апостроф " ’ " и вложенные кавычки “«»”). Однако эволюция информационных систем позволяет управлять значительно возросшим количеством символов.
Более полная раскладка (известная как «вариант французского») была разработана под Linux и позволяет вводить все акцентированные символы французского языка и большинства европейских языков с латинским алфавитом. 

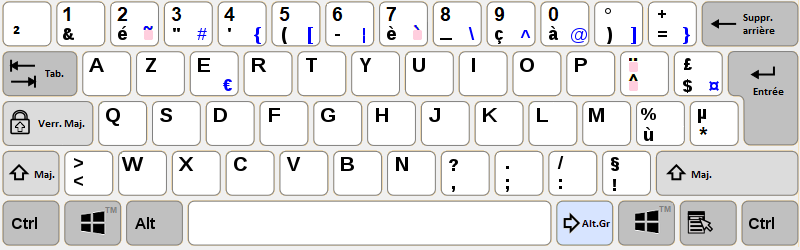
Раскладка AZERTY в Windows, а также раскладка большинства французских клавиатур

Раскладка AZERTY под Linux, называемая «французский вариант»

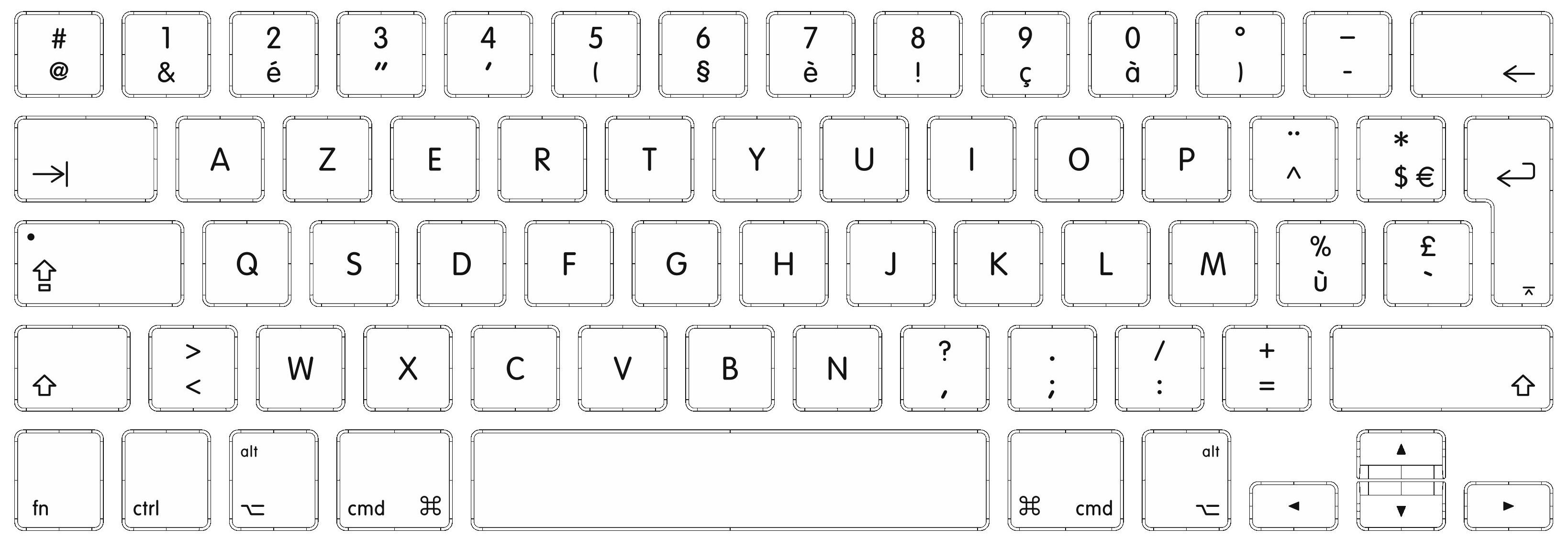
Раскладка AZERTY на Mac

В Windows драйвер клавиатуры обеспечивает доступ к дополнительным символам через метод ввода номера символа: например, последовательность клавиш Alt + 0201 создает букву « É » с кодом 201. С помощью официального драйвера невозможно получить эту акцентированную заглавную букву иным способом.
Mac и Linux имеют более полную поддержку мертвых клавиш, более естественное поведение для Caps Lock, а также прямой доступ к дополнительным символам через комбинации клавиш с Клавиша Alt Gr. Кроме того, Linux, по крайней мере, предоставляет легкий доступ к значительному количеству символов через клавишу Compose.
Для Windows многие драйверы сторонних производителей, которые можно загрузить бесплатно, предлагают некоторые или все эти функции.
При отсутствии достаточно полной клавиатуры некоторые текстовые процессоры компенсируют недостатки собственными комбинациями клавиш.

## AZERTY из стандарта AFNOR (2019)
Поскольку многие проблемы, возникающие при вводе французского языка, уже были указаны, в 2019 году Французская ассоциация по стандартизации (AFNOR) публикует стандарт NF Z71-300, который описывает новую раскладку AZERTY.

Раскладка AZERTY в соответствии со стандартом NF Z71-300

Это произошло после предложения французского правительства (Генеральная делегация по французскому языку и языкам Франции), которое рассматривало возможность сделать будущий стандарт обязательным в контрактах государственного управления.
Стандарт описывает две раскладки для офисных клавиатур (105 или 72 клавиши): новый вариант AZERTY и вариант эргономичной раскладки BÉPO. Он определяет набор поддерживаемых символов, их расположение и символы, которые должны отображаться на физических клавишах. Поэтому она касается как физических клавиатур, так и их программных драйверов. 
Новая раскладка AZERTY существенно отличается от стандарта де-факто во Франции: в ней сохранено примерно только расположение 26 основных латинских букв. Остальные символы были размещены на клавиатуре с помощью алгоритма оптимизации, который учитывает удобство доступа к каждой клавише и частоту использования каждого символа, стремясь при этом сгруппировать символы, близкие графически или тематически.
Именно повсеместное распространение AZERTY во Франции послужило причиной сохранения его базовой схемы, чтобы обеспечить определенную степень привычности для пользователей и облегчить переход.
Существуют драйверы для Windows, Linux и Mac.